# Die unglaubliche Reise (1963)
Die unglaubliche Reise (Originaltitel: The Incredible Journey) ist ein US-amerikanisch-kanadischer Spielfilm des Regisseurs Fletcher Markle aus dem Jahr 1963. Das Drehbuch wurde von James Algar verfasst. Es basiert auf der gleichnamigen Erzählung der britischen Schriftstellerin Sheila Burnford. Die Hauptrollen sind mit Émile Genest, John Drainie und Sandra Scott besetzt. In seiner Heimat kam der Film das erste Mal am 30. Oktober 1963 in die Kinos, in der Bundesrepublik Deutschland am 8. April 1966.

## Handlung
Familie Hunter nennt drei Haustiere ihr Eigen, die in enger Freundschaft miteinander verbunden sind: die Bullterrierhündin Bodga, den Labrador Retriever Luath und den Siamkater Tao. Weil das Familienoberhaupt, Professor James Hunter, von einer europäischen Universität zu Gastvorlesungen eingeladen worden ist und daher mit seiner Familie einige Monate in der Fremde verbringen wird, kommen die Haustiere vorübergehend in Pflege zu Tochter Elizabeth’ Patenonkel John Longridge in Kanada. Als dieser zu einer Jagd ein paar Tage seine Farm verlassen hat, beschließen die vom Heimweh geplagten Gasttiere, in ihre Heimat zurückzukehren. Die Reise führt sie dabei mehrere hundert Kilometer nach Westen, quer durch die kanadischen Wälder. Weil sie aber als Haustiere in freier Wildbahn weder Verteidigung noch Nahrungssuche gewohnt sind, haben sie zahlreiche Gefahren zu überstehen. So droht mehrmals die Reise ein vorzeitiges Ende zu nehmen, sei es, dass der Kater fast am Ertrinken ist, die alte Bullterrierhündin Bodga aus Entkräftung zusammenbricht oder der noch junge Jagdrüde Luath sich an einem ihm unbekannten Stachelschwein böse verletzt. Nach vielen abenteuerlichen Wochen kommen die drei tierischen Freunde erschöpft, aber wohlbehalten in ihrem Zuhause an.

## Kritik
Der Evangelische Filmbeobachter urteilt: Ohne die sonst üblichen Vermenschlichungen beschreibt Walt Disney in diesem Film den gefahrvollen Versuch dreier vorübergehend umquartierter Haustiere […] über mehrere hundert Kilometer quer durch die kanadischen Wälder ihr altes Heim zu erreichen. Wir können diesen schönen Film allen herzlich empfehlen. Auch das Lexikon des Internationalen Films hat eine gute Meinung von dem Streifen. Es zieht folgendes Fazit: Schön abenteuerliche Familienunterhaltung aus der Disney-Werkstatt. Die Filmbewertungsstelle Wiesbaden verlieh dem Streifen das Prädikat Wertvoll.

## Neuverfilmung
Ein Remake des Films entstand 1993 unter dem Titel Zurück nach Hause – Die unglaubliche Reise unter der Regie von Duwayne Dunham, ebenfalls produziert vom Hause Disney.